# 만니톨
만니톨(영어: mannitol)은 약물로도 사용되는 당알코올의 일종이다. 당으로서 당뇨병 식단의 감미료로서 종종 사용되는데, 이는 창자로부터의 흡수 부족에 기인한다. 약물로서 녹내장에서처럼 안압을 감소시키기 위해, 또 뇌압(ICP) 수치를 낮추기 위해 활용된다. 의학적으로 주사를 통해 투여된다. 보통은 15분 내에 효력이 시작되며 최대 8시간까지 지속된다.
의학용으로 사용했을 경우 일반적인 부작용으로는 수분-전해질 불균형와 탈수가 포함된다. 다른 심각한 부작용으로는 심부전과 신부전 악화가 포함된다. 임신 중에 복용해도 안전한지에 대해서는 분명하지 않다. 만니톨은 삼투압이뇨제계 약물에 속하며 뇌와 안구로부터 유체를 끌어옴으로써 동작한다.
만니톨은 1806년 조제프 루이 프루스트가 발견하였다. 의료제도에 필수적인 가장 효과적이고 안전한 의약품 목록인 WHO 필수 의약품 목록에 등재되어 있다. 개발도상국의 도매가는 1회 복용량 기준 대략 US$1.12 ~ 5.80이다. 미국에서의 치료비는 $25 ~ 50이다. 원래 서양물푸레나무로부터 만들어졌고 이것이 만나로 불리는 이유는 성경에서 언급된 음식과 그 모습이 비슷한 것으로 추정되었기 때문이다. 만니톨은 다른 약물을 감출 수 있다는 우려로 인해 세계반도핑기구의 금지 약물 목록에 등재되어 있다.

## 같이 보기
- E 번호